# Karkkila
Karkkila (Zweeds: Högfors) is een gemeente en stad in de Finse provincie Zuid-Finland en in de Finse regio Uusimaa. De gemeente heeft een landoppervlakte van 242,35 km² en telt 8.603 inwoners (2022).

## Geboren
- Niko Hurme (1974), Fins muzikant en voormalig basgitarist van Lordi

Altea · Bad Kötzting · Bellagio · Bundoran · Chojna · Granville · Holstebro · Houffalize · Judenburg · Karkkila · Kőszeg · Meerssen · Niederanven · Oxelösund · Preveza · Rovinj · Sesimbra · Sherborne · Sigulda · Sušice · Türi